# Erupción surtseyana

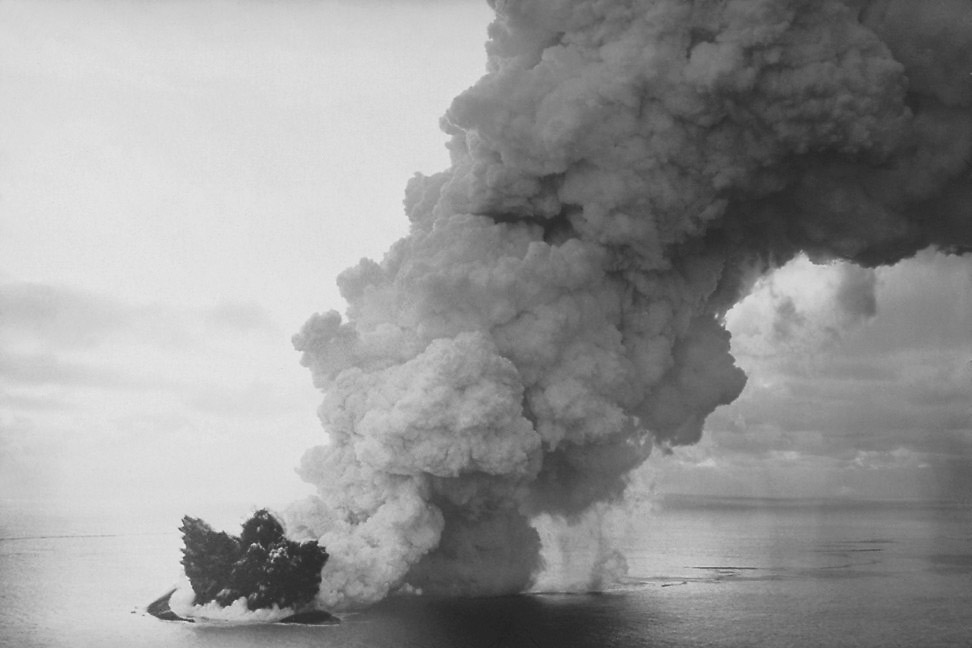
Erupción del volcán Surtsey.

Una erupción surtseyana es un tipo de erupción volcánica que tiene lugar en aguas poco profundas, mares o lagos. Lleva el nombre en honor a la isla de Surtsey que se encuentra en la costa sur de Islandia. que se formó  tras la erupción de 1963.
Estas erupciones son del grupo de las erupciones hidrovolcánicas, en representación de violentas explosiones causadas por el aumento de volumen del agua, al pasar del estado líquido al gaseoso, cuando un magma basáltico o andesitico entra en contacto con esta. Anillos de toba, conos piroclásticos de ceniza principalmente, están construidas por la ruptura explosiva de magma se enfría rápidamente. Otros ejemplos de estos volcanes: Capelinhos y isla de Faial en Azores; y Taal y Batangas en Filipinas.

## Características

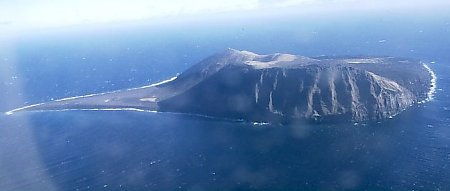
Surtsey.

Aunque de naturaleza similar a las del resto de erupciones freatomagmáticas, hay varias características específicas:
- La naturaleza química del magma:  poco viscosa y basáltica.
- Carácter de la actividad explosiva: expulsión violenta de fragmentos sólidos, calientes de nuevo magma, explosiones continuas o rítmica, base de subidas de tensión.
- Naturaleza de la actividad efusiva: a corto, a nivel local de almohada, flujos de lava son poco frecuentes.
- Naturaleza de la dominante eyecciones: líticos, bloques y cenizas, a menudo lapilli de acreción, salpicaduras, bombas y lapilli fusiforme ausente.
- Estructuras construidas alrededor de ventilación: los anillos de toba o anillo de fuego que rodea la línea de volcanes.